# NGC 7355
NGC 7355 est une vaste galaxie spirale relativement éloignée et située dans la constellation de la Grue. Cette galaxie a été découverte par l'astronome britannique John Herschel en 1834. La vitesse de NGC 7355 par rapport au fond diffus cosmologique est de 11 480 ± 40 km/s, ce qui correspond à une distance de Hubble de 169,3 ± 11,9 Mpc (∼552 millions d'al).
NGC 7355 renferme des régions d'hydrogène ionisé. Selon la base de données Simbad, NGC 7355 est une galaxie active de type Seyfert 2.
Il n'y a aucune donnée sur NASA/IPAC, sauf ses coordonnées célestes, pour la galaxie 2MASS J22432913-3651560 située à proximité de NGC 7355 sur la sphère céleste. De plus, Simbad ne reconnait pas la requête de cette galaxie. Il est donc impossible de savoir s'il s'agit d'une paire réelle de galaxies ou d'un doublet optique.